# Bahnhof Bürstadt
Der Bahnhof Bürstadt ist ein Turmbahnhof, der am Kreuzungspunkt von Riedbahn und Nibelungenbahn in Bürstadt liegt. Die unteren zwei Gleise sind betrieblich gesehen ein Bahnhof (Abkürzung: FBUE), während die oberen beiden Gleise ein Haltepunkt sind (Abkürzung: FBUP).

## Geschichte
Bürstadt erhielt einen Bahnanschluss und einen Bahnhof, als am 27. Oktober 1869 die Nibelungenbahn – errichtet und betrieben von der Hessischen Ludwigsbahn – zwischen dem Bahnhof Rosengarten, dem damals rechtsrheinischen Bahnhof von Worms, und dem Bahnhof Bensheim an der Bahnstrecke Frankfurt am Main–Heidelberg in Betrieb ging. Die Bahnanlagen wurden ebenerdig angelegt und das heutige Empfangsgebäude in seiner Grundform errichtet.
Der Ausbau der ebenfalls der Hessischen Ludwigsbahn gehörenden Riedbahn südlich von Lampertheim nach Mannheim und der damit zu erwartende Verkehr ließen die bestehende Streckenführung über den Bahnhof Rosengarten, die in einem weiten westlichen Bogen um Bürstadt herumführte, unpraktisch erscheinen. Deshalb wurde beim Ausbau nach Mannheim eine abkürzende Strecke zwischen Biblis und Lampertheim errichtet. Diese Gerade kreuzte die Nibelungenbahn in Bürstadt im Bereich des dortigen Bahnhofs und nahezu in einem Winkel von 90°. Damit das betrieblich störungsfrei blieb, wurde die Neubaustrecke hier – auch im Bahnhofsbereich – hochgelegt. Dadurch entstand baulich ein Turmbahnhof. Betrieblich sind die Strecken dort völlig getrennt. Örtlich gibt es keine Gleisverbindung. Die Riedbahn ging hier am 24. November 1879 in Betrieb.
Die Bezeichnung der beiden Bahnhofsteile war zunächst Bürstadt (oberer Bahnhof) und Bürstadt (unterer Bahnhof). In Bürstadt (oberer Bahnhof) wurde 1911 ein Überholungsgleis für Güterzüge Richtung Mannheim eingebaut.
Zum 1. Februar 1944 wurde der an der Riedbahn gelegene (obere) Bahnhofsteil in einen Haltepunkt, der zugleich eine Blockstelle war, umgewandelt. Er unterstand dem „Bahnhof Bürstadt“, der unteren Ebene, die zur Bahnstrecke Worms–Bensheim rechnete.
Ein Gleisabstand von 3,50 m stellte in den 1980er Jahren einen Zwangspunkt auf der Riedbahn dar, der im Zuge eines Ausbauprojekts beseitigt werden sollte. Ebenso sollte die zulässige Geschwindigkeit von 160 auf 200 km/h angehoben werden.

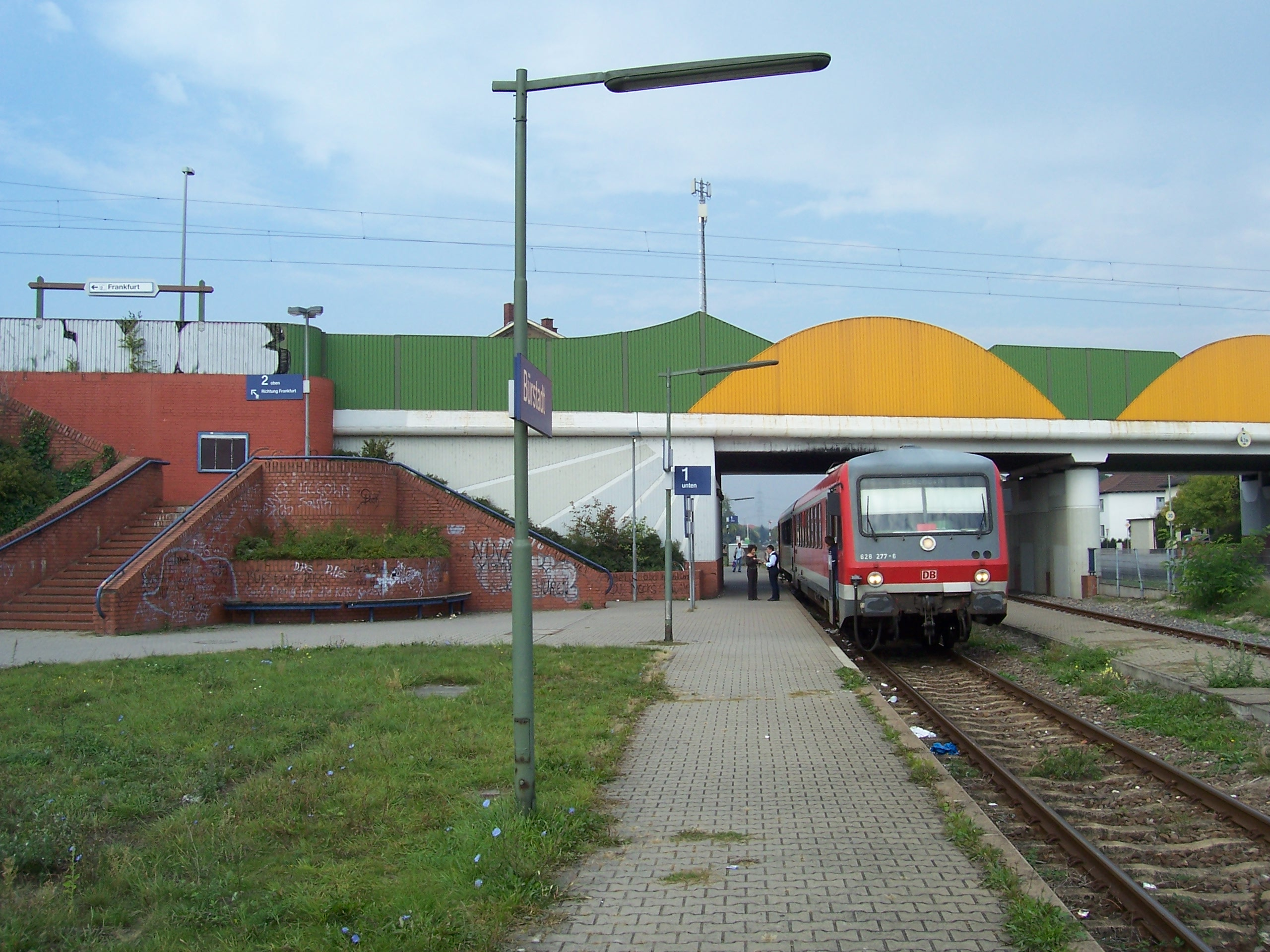
Bahnhof Bürstadt mit Zug der Nibelungenbahn 2005, vor dem Umbau 2019. Quer durch das Bild zieht sich die Schallschutzwand der Riedbahn

2015 beschloss die Stadtverordnetenversammlung der Stadt Bürstadt eine Machbarkeitsstudie für die Umgestaltung des Bahnhofsumfeldes bei der Darmstädter Firma Freischlad + Holz in Auftrag zu geben. Seit Januar 2016 war das Ingenieurbüro Mailänder Consult mit der weiteren Planung betraut. Im Frühjahr 2019 wurde an Gleis 2 (unten) ein neuer Seitenbahnsteig angelegt, der den bisherigen nur über Gleis 1 erreichbaren Zwischenbahnsteig ersetzt. Infolgedessen wurden auch der Bahnsteig an Gleis 1 (unten) modernisiert und angehoben, ein neuer Bahnübergang gebaut sowie das Gebäude als auch der Bahnhofsvorplatz renoviert. Auch Aufzüge zu den Bahnsteigen der Riedbahn wurden gebaut.

## Infrastruktur

### Anlagen
Der Bahnhof ist auf der Nibelungenbahn mit 10,2 kilometriert (Zählung von Worms Hauptbahnhof). Auf der Nibelungenbahn – und damit auch im Bahnhof Bürstadt – wurde erst nachträglich zum 9. September 1906 eine Zugsicherung durch Signale eingeführt. Mit zwei Gleisen auf der sonst eingleisigen Nibelungenbahn ist der „Bahnhof“ Bürstadt betrieblich nur hier ein Bahnhof. Auf der Riedbahn ist der „Bahnhof“ mit 23,0 kilometriert (Zählung ab Mannheim Hauptbahnhof), betrieblich aber ein Haltepunkt, Weichenverbindungen zwischen den beiden Gleisen der zweigleisigen Riedbahn gibt es hier nicht, jedoch folgt im südlichen Anschluss seit 2024 eine Überleitstelle mit vier Weichen. Die Bahnsteige liegen hier außen und sind durch Schallschutzwände eingefasst.
Im unteren Bahnhof waren früher auch mehrere Lade- und Abstellgleise für den Güterverkehr vorhanden; diese wurden entfernt.

### Empfangsgebäude

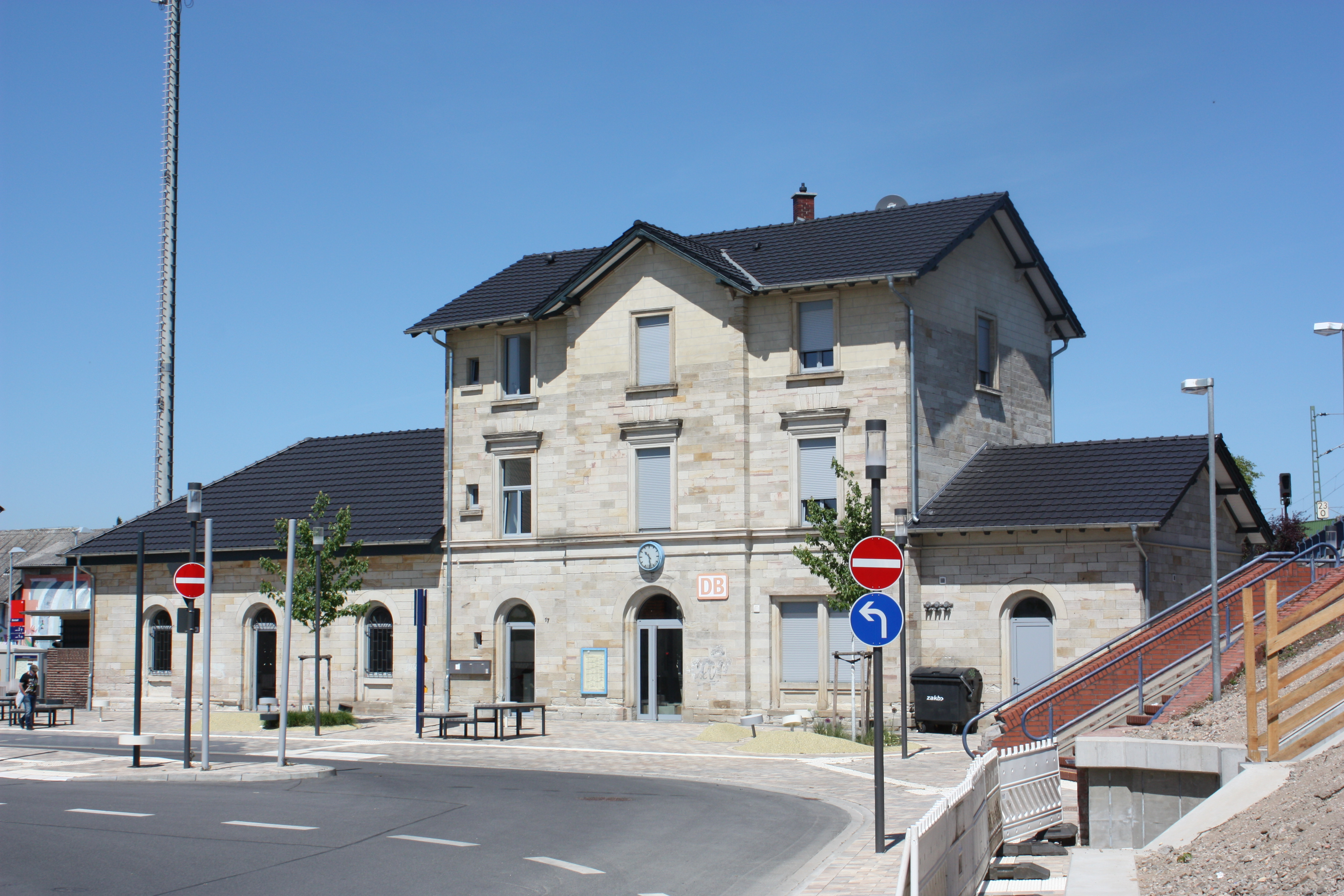
Bahnhofsgebäude Bürstadt Südseite, 2020

Das Empfangsgebäude wurde in seiner Grundform 1869 errichtet. Als 1879 die Riedbahn hinzukam, wurde es um ein Geschoss aufgestockt. Es kam im südwestlichen Winkel der sich hier kreuzenden Bahnstrecken zu liegen. Das Gebäude wurde aus gelbem Sandstein, traufständig zur Nibelungenbahn errichtet und war vor seiner Aufstockung zweigeschossig. Heute bietet sich das Empfangsgebäude mit einem dreigeschossigen, dreiachsigen Hauptgebäude dar, das an beiden Seiten von eingeschossigen, unterschiedlich langen Flügeln begleitet wird. Hier war unter anderem der Wartesaal untergebracht. Im Erdgeschoss befinden sich überwiegend Rundbogenfenster, in den Obergeschossen Rechteckfenster in klassizistischer Form. Die mittlere Achse des Hauptgebäudes ist als flacher, übergiebelter Risalit gestaltet. Im Erdgeschoss befindet sich hier der Hauptzugang. Das Gebäude ist heute ein Kulturdenkmal aufgrund des Hessischen Denkmalschutzgesetzes.

## Betrieb
Der Bahnhof wird auf beiden Ebenen ausschließlich im Nahverkehr angefahren: auf der Nibelungenbahn durch die RB63 Worms–Bensheim, auf der Riedbahn durch die S 8 (Mannheim–Biblis), S 9 (Karlsruhe–)Mannheim–Groß-Rohrheim sowie den RE70 Mannheim–Frankfurt am Main. Für die Züge der Nibelungenbahn ist Bürstadt in der Regel der planmäßige Kreuzungsbahnhof. Zum Einsatz kommen auf der RB63 die Baureihen 622/623 („LINT“), auf der S 8 sowie S 9 Fahrzeuge vom Typ Siemens Mireo, und auf dem RE70 wird der Bombardier Twindexx Vario eingesetzt.
| Linie | Verlauf | Takt              | Betreiber      |
| ----- | --- | ----------------- | -------------- |
| RE 70 | Main-Neckar-Ried-Express: Frankfurt (Main) Hbf – Frankfurt-Niederrad – (Frankfurt am Main Stadion – Zeppelinheim –)* Walldorf (Hessen) – Mörfelden – Groß Gerau-Dornberg – (Groß Gerau-Dornheim – Riedstadt-Wolfskehlen –)* Riedstadt-Goddelau – Stockstadt (Rhein) – Biebesheim – Gernsheim – Groß-Rohrheim – Biblis – (Bobstadt –)* Bürstadt – Lampertheim – Mannheim-Waldhof – (Mannheim-Luzenberg – Mannheim-Neckarstadt – Mannheim-Handelshafen –)* Mannheim Hbf * nur einzelne Züge Stand: Fahrplanwechsel Dezember 2021 | 60 min            | DB Regio Mitte |
| S 9   | Karlsruhe Hbf – Karlsruhe-Hagsfeld – Blankenloch – Friedrichstal (Baden) – Graben-Neudorf – Wiesental – Waghäusel – Neulußheim – Hockenheim – Oftersheim – Schwetzingen – Mannheim-Rheinau – Mannheim-Neckarau – Mannheim Hbf – Mannheim-Handelshafen – Mannheim-Neckarstadt – Mannheim-Luzenberg – Mannheim-Waldhof – Lampertheim – Bürstadt – Bobstadt – Biblis – Groß Rohrheim Stand: Fahrplanwechsel Dezember 2021 | 60 min            | DB Regio Mitte |
| S 8   | Mannheim Hbf – Mannheim-Käfertal – Mannheim-Waldhof – Lampertheim – Bürstadt – Bobstadt – Biblis | einzelne Züge HVZ | DB Regio Mitte |
| RB 63 | Worms Hbf – Hofheim (Ried) – Bürstadt – Riedrode – Lorsch – Bensheim | 60 min            | DB Regio Mitte |